# Klein Schulzendorf

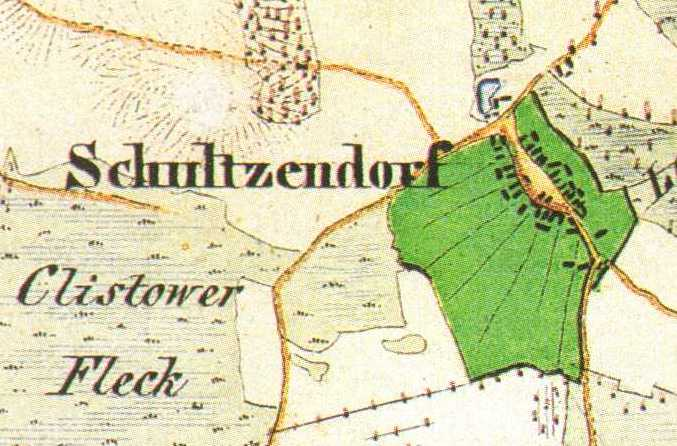
Klein Schulzendorf auf dem Urmesstischblatt von 1840

Klein Schulzendorf, in der älteren Literatur auch nur Schulzendorf, ist ein Ortsteil der amtsfreien Stadt Trebbin (Landkreis Teltow-Fläming, Brandenburg). Klein Schulzendorf war bis 1998 eine eigenständige Gemeinde, die vom Mittelalter bis zum Anfang des 19. Jahrhunderts zur Vogtei Trebbin, bzw. später Amt Trebbin genannt, gehörte. Der Zusatz Klein kam erst im 19. Jahrhundert auf, als mit der Stärkung der Kreisverwaltung es notwendig wurde, zwischen den drei Schulzendorf im Kreis Teltow zu unterscheiden.

## Geographische Lage
Klein Schulzendorf liegt rund 3 km Luftlinie südöstlich der Kernstadt Trebbin. Die Gemarkung Klein Schulzendorf grenzt im Norden an die Kernstadt Trebbin, im Nordosten an Christinendorf, im Osten an Lüdersdorf, im Süden an Wiesenhagen und im Westen an Kliestow, alle genannten Orte sind Ortsteile der Stadt Trebbin. Der Ort ist von Trebbin aus über die L70 und die davon abbiegende K7230 zu erreichen. Südwestlich des Ortes teilt sich die Straße und führt weiter nach Wiesenhagen und nach Kliestow. Östlich des Dorfes verläuft die neue B 101. Zu Klein Schulzendorf gehört der Wohnplatz Paulshöhe.

## Geschichte und Etymologie

### 14. bis 16. Jahrhundert

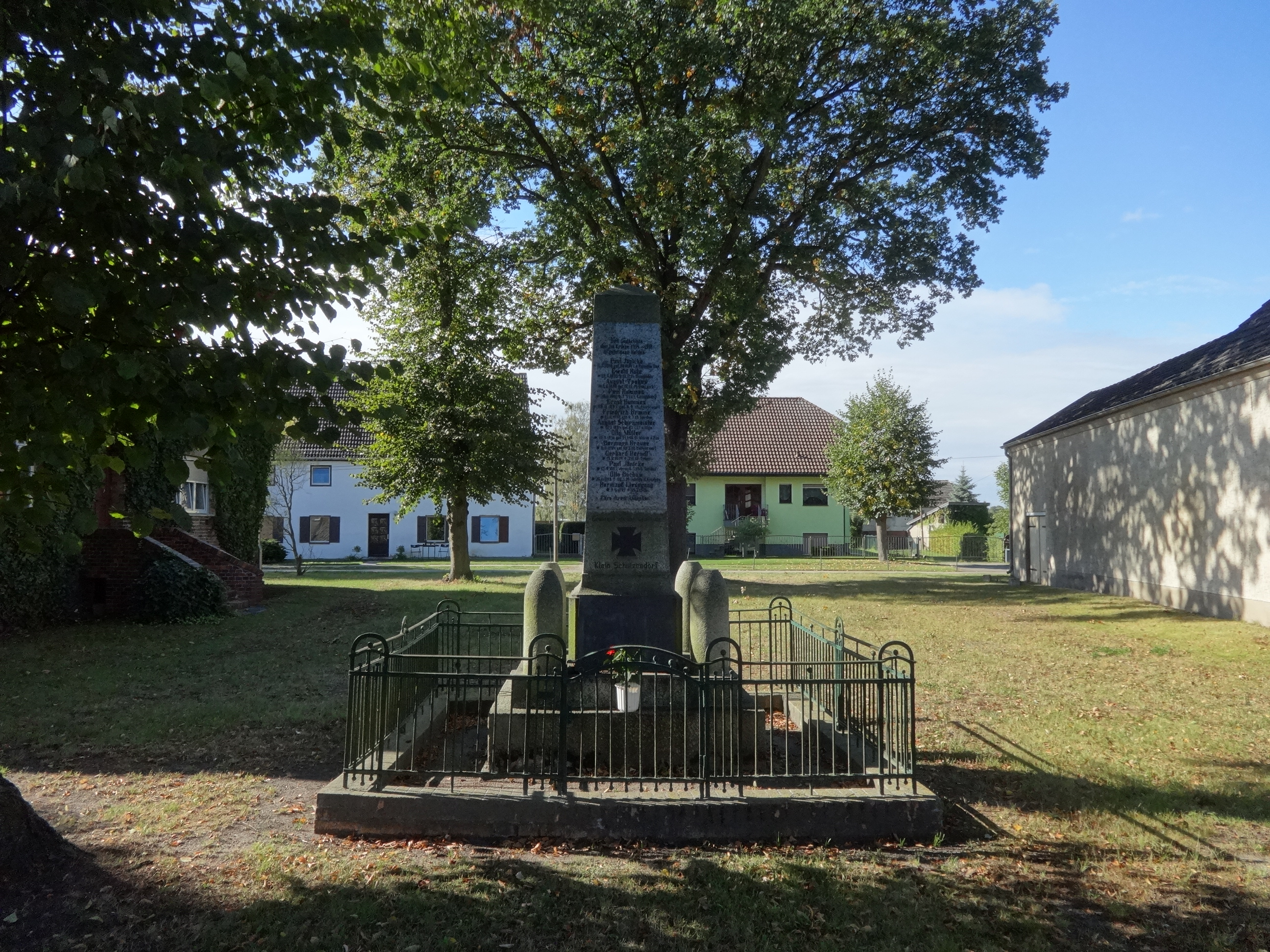
Denkmal für die Gefallenen der Weltkriege

Der Ort wurde 1375 im Landbuch Karls IV. zum ersten Mal urkundlich genannt. Das Dorf gehört damals zur Burg bzw. Vogtei Trebbin. Der Name ist selbstredend deutschen Ursprungs (Brandenburgisches Namenbuch, Teil 3 Die Ortsnamen des Teltow, S. 166/7) und von mnd. schulte = Dorfschulze, Ortsvorsteher. Schulte ist eine Kurzform von Schultheiß = eine Person, die die Schuld, oder die Abgaben einsammelt oder heischt. Die ursprüngliche Dorfform war ein Sackgassendorf (oder etwas modifiziertes Rundlingsdorf). Runddörfer oder Rundlinge wurden vor allem im 12./13. Jahrhundert im Durchdringungsbereich von slawischen und deutschen Siedlern als Plansiedlung unter deutscher Herrschaft angelegt. Sie zeichnen sich gegenüber den späteren, von deutschen Siedlern angelegten Angerdörfern durch wenige, aber große Hufen mit entsprechend höheren Abgaben aus. Der Lehnschulze hatte im Allgemeinen zwei Hufen, die übrigen Bauern je eine Hufe. Die Dörfer hatten ursprünglich auch keine Kirchen, sondern waren kirchlich an eine Großparochie angegliedert.
Nach dem Landbuch Karls IV. hatte das Dorf 1375 15 Hufen, von denen der Lehnschulze zwei Hufen hatte, der Lehnmann eine Hufe und die übrigen zwölf Bauern je eine Hufe. Jede der zwölf bäuerlichen Hufen musste zwölf Scheffel Roggen und zwölf Scheffel Hafer an die Burg und Vogtei Trebbin bezahlen. An Bede wurde jährlich zwei Schock und 40 breite Groschen fällig. Außerdem musste jedes Haus ein Rauchhuhn und drei Schillinge Vinkenaugen bezahlen. Der Lehnschulze musste 40 breite Groschen, der Lehnmann 20 Groschen und einen ½ Krug Honig abliefern.

### 17. und 18. Jahrhundert
1624 wurden die 15 Hufen als 30 (kleine) Hufen gerechnet, allerdings bei gleichbleibenden Abgaben. Es gab 14 Hufner, einen Kötter sowie einen Hirten. Nach dem Dreißigjährigen Krieg lebten 1652 im Ort der Schulze, der Lehnmann mit zwei als wüst bezeichneten Hufen, zwölf Zweihufner (davon vier wüst) sowie ein Kötter.
1701 hatte sich an der Situation nicht viel verändert. Es gab nach wie vor den Schulzen mit vier Hufen, den Lehnmann mit zwei Hufen sowie die zwölf nun mehr offenbar wieder voll besetzten Zweihufner sowie den Kötterhof und den Hirten. 1745 war ein Forsthaus außerhalb des Dorfes entstanden. Dort gab es zwei Familienhäuser sowie eine Meierei, die aus einer ehemaligen Pechhütte entstanden war. 1757 bewirtschaftete der Schulze nach wie vor vier Hufe. Die Bauernstellen waren auf mittlerweile 13 Höfe angewachsen. Sie waren zwei Hufe groß und gaben je ein Scheffel Weizen-, 13 Scheffel Roggensaat im Winterfeld sowie 16 bis 17 Scheffel im Sommerfeld. Es gab einen Kötter, sieben Büdner und einen Schulmeister, der gleichzeitig auch der Schneider war. Bei Bedarf kam ein Laufschmied in den Ort; es gab einen Einlieger. 1771 standen im Ort 14 Giebel (=Wohnhäuser). Es gab fünf Paar Hausleute sowie den Hirten. Sie zahlten für die 30 Hufen je acht Groschen Abgaben.

### 19. Jahrhundert
Klein Schulzendorf entwickelte sich weiter. Neben dem Lehnschulzen gab es 14 Ganzbauern, elf Büdner, drei Einlieger und eine königliche Oberförsterei „über das Trebbinische Forstrevier und alte Teerschwelerei“. Es gab 28 Feuerstellen (=Haushalte). 1840 waren es 27 Wohnhäuser. 1858 bestand neben dem Dorf das als Etablissement bezeichnete Zelle. In Summe lebten in Klein Schulzendorf 16 Hofeigentümer, die 40 Knechte und Mägde beschäftigten. Es gab weiterhin 23 nebengewerbliche Landwirte mit vier Knechten und Mägden sowie 42 Arbeiter. Im Ort bestanden 39 Besitzungen. 14 waren zusammen 2520 Morgen groß, elf zusammen 190 Morgen, weitere 14 zusammen 34 Morgen. Es gab einen Bleicher, einen Gärtner, einen Krug und einen als „Rentier“ bezeichneten Rentner.

### 20. Jahrhundert
Um die Jahrhundertwende standen im Jahr 1900 in Klein Schulzendorf 74 Häuser; der Bestand ging auf 70 Wohnhäuser im Jahr 1931 zurück.
1950 bestand der Ort aus der Gemeinde mit den Ausbauten Zelle, Paulshöhe, Trebbiner Chaussee, Lüdersdorfer Chaussee und Christinendorfer Chaussee. 1953 gründeten 10 Landwirte die erste LPG vom Typ III in Klein Schulzendorf. 1956 hatte sie bereits 16 Mitglieder, die 161 ha Nutzfläche bewirtschafteten. 1960 war die Zahl der Mitglieder auf 88 angewachsen, die Nutzfläche auf 500 ha. 1960 wurde noch eine zweite LPG (Typ I) von 18 Landwirten gegründet, die sich aber bereits 1962 an die LPG Typ III anschloss. 1971 schlossen sich die LPG's Lüdersdorf und Wiesenhagen mit der LPG Klein Schulzendorf zusammen, Sitz war in Klein Schulzendorf.
| Jahr | Einwohner                                 |
| ---- | ----------------------------------------- |
| 1624 | ca. 70–80 (14 Bauern, 1 Kossäte, 1 Hirte) |
| 1734 | 112                                       |
| 1772 | 138                                       |
| 1801 | 164                                       |
| 1817 | 168                                       |
| 1840 | 181                                       |
| 1858 | 254                                       |
| 1895 | 375                                       |
| 1925 | 365                                       |
| 1939 | 344                                       |
| 1946 | 489                                       |
| 1964 | 321                                       |
| 1971 | 268                                       |
| 1981 | 338                                       |
| 1991 | 358                                       |
| 1996 | 459                                       |
| 2006 | 277                                       |

### Politische Geschichte

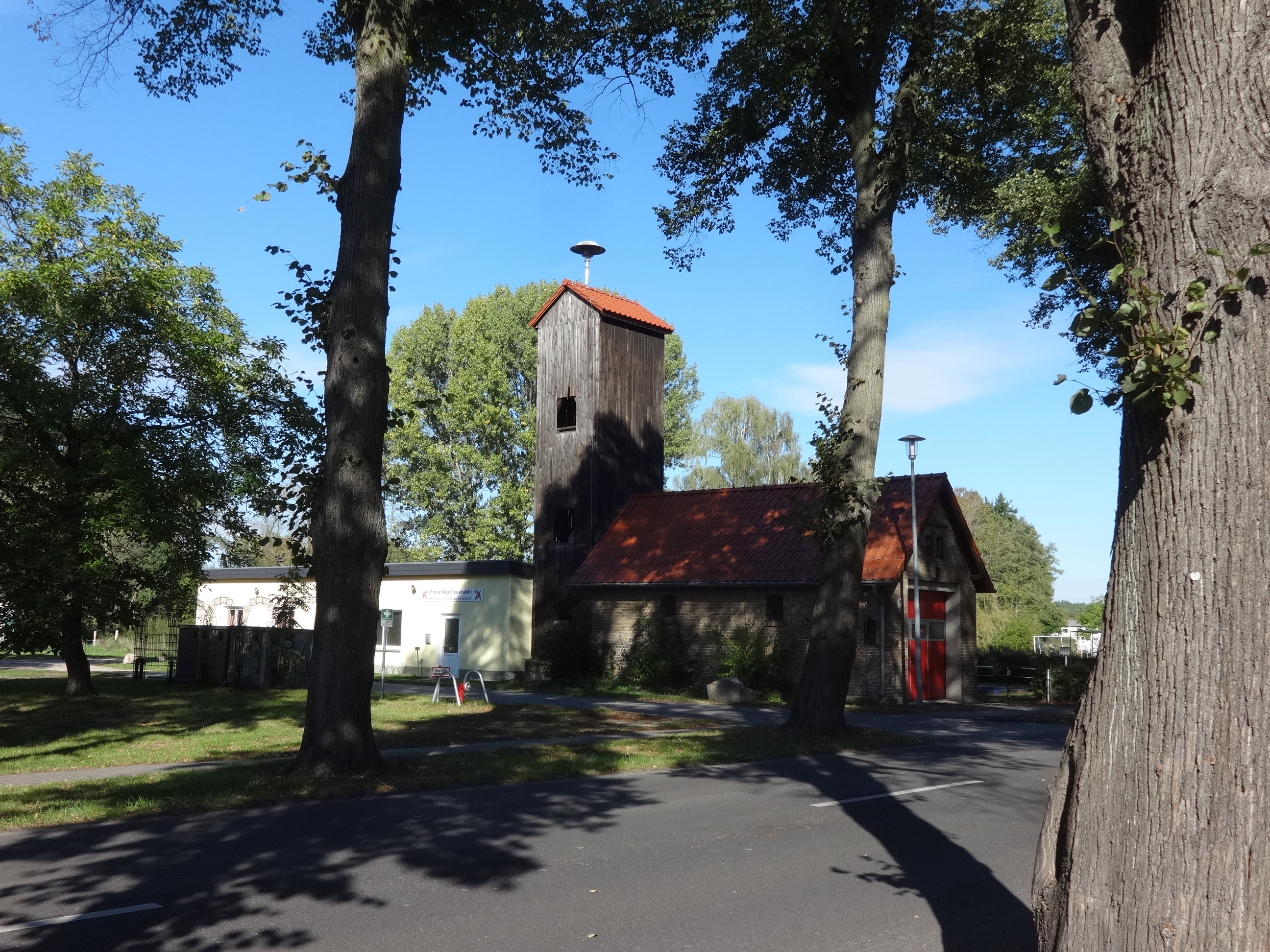
Gebäude der Freiwilligen Feuerwehr

Klein Schulzendorf gehörte vom Mittelalter bis 1822 zur Burg und Vogtei Trebbin, ab dem 15./16. Jahrhundert dann Amt Trebbin genannt. Nach der Auflösung des Amtes Trebbin kam Trebbin kurzzeitig zum Amt Zossen, das 1872 aufgelöst wurde. Trebbin wurde traditionell zur Landschaft des Teltow gerechnet, aus der im 16. Jahrhundert zunächst der Beritt Teltow im 17. Jahrhundert der Kreis Teltow entstand. Mit der Kreisreform von 1952 in der damaligen DDR wurde der Kreis Teltow aufgelöst. Trebbin und Klein Schulzendorf kamen zum neuen Kreis Luckenwalde. Mit der Kreisreform von 1993 wurde der Kreis Luckenwalde mit den Kreise Jüterbog und Zossen zum Landkreis Teltow-Fläming zusammengelegt. Mit der Einführung der Ämterverwaltung 1992 in Brandenburg schloss sich Klein Schulzendorf mit elf anderen Gemeinden und der Stadt Trebbin zum Amt Trebbin zusammen. Zum 27. September 1998 wurden die Gemeinden Stangenhagen, Blankensee und Klein Schulzendorf in die Stadt Trebbin eingegliedert. Seitdem ist Klein Schulzendorf ein Ortsteil der Stadt Trebbin. Das Amt Trebbin warde 2003 aufgelöst, die Stadt Trebbin amtsfrei.

### Kirchliche Verhältnisse
Klein Schulzendorf hat keine Kirche, sondern war immer eingepfarrt in Trebbin. Jede der ursprünglich 15 Hufen musste an den Trebbiner Pfarrer ein Scheffel Roggen geben. Sie wurde auch später nicht erhöht, als die ursprünglichen Hufen zu zwei Hufen gerechnet wurden.

## Denkmale
Die Denkmalliste des Landes Brandenburg Lkr. Teltow-Fläming verzeichnet für Klein Schulzendorf kein Baudenkmal.

### Bodendenkmale
Die Denkmalliste des Landes Brandenburg Landkreis Teltow-Fläming (Stand: 31. Dezember 2011) verzeichnet 15 Bodendenkmale, die teilweise oder ganz auf der Gemarkung Klein Schulzendorf liegen.
- Nr. 130571 Christinendorf (Flur 1)/Klein Schulzendorf (Flur 3): eine Siedlung der Urgeschichte
- Nr. 130158 Flur 1: der Dorfkern aus dem Mittelalter und der Neuzeit
- Nr. 130564 Flur 3: ein Rast- und Werkplatz der Steinzeit
- Nr. 130565 Fluren 1,3: ein Gräberfeld der Eisenzeit
- Nr. 130566 Flur 3: eine Siedlung der römischen Kaiserzeit, eine Siedlung der Eisenzeit
- Nr. 130567 Flur 1: eine Siedlung der römischen Kaiserzeit
- Nr. 130568 Flur 1: eine Siedlung der Urgeschichte, eine Siedlung der römischen Kaiserzeit
- Nr. 130569 Flur 3: eine Siedlung der Urgeschichte
- Nr. 130570 Flur 3: eine Siedlung der Urgeschichte
- Nr. 130572 Flur 3: ein Einzelfund der römischen Kaiserzeit, ein Rast- und Werkplatz der Steinzeit, Einzelfund der Neuzeit
- Nr. 130573 Flur 1: ein Rast- und Werkplatz der Steinzeit
- Nr. 130574 Flur 2: eine Siedlung der Ur- und Frühgeschichte
- Nr. 130575 Flur 1: eine Siedlung der Ur- und Frühgeschichte
- Nr. 130576 Flur 1: ein Gräberfeld der Bronzezeit
- Nr. 130577 Flur 1: eine Siedlung der Ur- und Frühgeschichte

### Naturdenkmal
Eine Eiche, 1,6 km nördlich der Ortsmitte, an der Geländekante östlich des Talgrabens ist wegen ihres Alters und ihrer das Landschaftsbild prägenden Schönheit als Naturdenkmal geschützt.

## Wirtschaft
Der größte Betrieb der Gemeinde ist die Agrargenossenschaft Trebbin e.G. Sie entstand durch den Zusammenschluss der LPG Tierproduktion Klein Schulzendorf, der Kooperativen Jungrinderaufzuchtanlage Lüdersdorf und der LPG(T) (Tierproduktion) Trebbin mit der LPG (P) (Pflanzenproduktion) Trebbin. Derzeit beschäftigt der Betrieb rd. 150 Mitarbeiter.

## Belege